# Барханчак
Барханчак — река в России, протекает в Ставропольском крае. Устье реки находится в 175 км по правому берегу реки Калаус. Длина реки составляет 27 км, площадь водосборного бассейна 250 км².

## Данные водного реестра
По данным государственного водного реестра России относится к Донскому бассейновому округу, водохозяйственный участок реки — Калаус, речной подбассейн реки — бассейн притоков Дона ниже впадения Северского Донца. Речной бассейн реки — Дон (российская часть бассейна).
Код объекта в государственном водном реестре — 05010500212108200001190.